# Тиса (поїзд)
«Ти́са» — фірмовий швидкий потяг Російських залізниць (нічний швидкий) № 15/16 сполученням Москва — Ужгород. Довжина маршруту складала 1771 км. На даний потяг можна було придбати електронний квиток.

## Історія
З 1975 року потяг з'явився в розкладі. Був під № 4/3, а з 1977 року номер потягу було змінено на № 16/15.
Цей потяг став альтернативним способом доїхати в країни ЄС і альтернативою вагонів безпересадкового сполучення потяга «Дукла». Називався до скасування в честь річки Тиса.
З 14 грудня 2014 року потяг скасували через нерентабельність, залишивши лише один потяг «Співдружжя» № 66/65 Москва — Кишинів.

## Інформація про курсування
Потяг «Тиса» курсував цілий рік, через день. На маршруті руху зупинявся на 17 проміжних станціях. На зимовому часі потяг прибував на кінцеву о 03:28, а вирушав о 00:35
| Розклад руху потяга «Тиса» | Розклад руху потяга «Тиса» | Розклад руху потяга «Тиса» | Розклад руху потяга «Тиса» | Розклад руху потяга «Тиса» |
| Час прибуття               | Час відправлення           | Станція                    | Час прибуття               | Час відправлення           |
| -------------------------- | -------------------------- | -------------------------- | -------------------------- | -------------------------- |
| —                          | 23:30                      | Москва                     | 10:58                      | —                          |
| 04:28                      | —                          | Ужгород                    | —                          | 01:35                      |

Актуальний розклад руху до скасування було вказано у розділі «Розклад руху призначених поїздів» на офіційному вебсайті «Укрзалізниці» і на вкладці, там де розклад потязів на сайті Російських залізниць.

## Склад потягу
На маршруті курсував рухомий склад вагонного депо станції Москва-Київська.
Потяг складався з 5 фірмових пасажирських вагонів різного класу комфортності:
- Купейних вагонів — 2;
- плацкартних вагонів — 2;
- вагонів-ресторанів — 1.

## Вагони безпересадкового сполучення
Потяг мав багато вагонів безпересадкового сполучення на такиж напрямках і сполучення з цими вагонами:
- Москва — Белград
- Москва — Будапешт
- Москва — Кошице
- Київ — Будапешт
- Львів — Будапешт
- Санкт-Петербург — Ужгород

## Цікаві факти
- Потяг називається в честь української річки, але сам потяг формується в Росії;
- Потяг зупиняється у Чопі лише для від'єднання/приєднання вагонів в інші країни;
- Вагон із Санкт-Петербурга курсував з потягом № 47 до Львова, а далі із цим потягом, а назад курсує із потягами № 100 «Закарпаття» і № 48[7].

## Події
- 6 червня 2007 року на кордоні вагон Львів — Будапешт заарештовано через контрабандний товар. Вагон на штрафстоянку перемістили, а провідників звільнили[8].
- 21 серпня 2011 року на станції Львів стався інцидент, що поліція затримала одного серба і трьох хорватів. Після інциденту потяг вирушив о 23:30[9].